# Rainbow (マジック&メイデンの曲)
「Rainbow」（レインボー）は、マジック&メイデンの1枚目のシングル。2016年9月28日に発売された。

## 収録曲
1. Rainbow [4:24]
作詞：ヘンディー池田、作曲：鴨井学、編曲：オオハシダイスケ
2. ビビットメモリー [4:40]
作詞：秋乃紅葉、作曲：鴨井学、編曲：オオハシダイスケ
3. Rainbow-Instrumental-
4. ビビットメモリー -Instrumental-